# Sipyloidea taeniata
Sipyloidea taeniata är en insektsart som beskrevs av Ludwig Redtenbacher 1908. Sipyloidea taeniata ingår i släktet Sipyloidea och familjen Diapheromeridae. Inga underarter finns listade i Catalogue of Life.